# Alawa jezik
Alawa jezik (kallana, leealowa; ISO 639-3: alh), jedan od 24 jezika porodice gunwinggu, skupine mara, unutar koje čine posebnu podskupinu čiji je jedini predstavnik.
Jezik alawa gotovo je izumrro; 18 govornika (1991 M. Sharpe) na rijeci Roper River u Arnhem Landu, Sjeverni teritorij, Australija. Svi se služe i Kriolskim [rop].

## Vanjske poveznice
- Ethnologue (14th)
- Ethnologue (15th)